# Goniothalamus australis
Goniothalamus australis är en kirimojaväxtart som beskrevs av L.W. Jessup. Goniothalamus australis ingår i släktet Goniothalamus och familjen kirimojaväxter. Inga underarter finns listade i Catalogue of Life.